# Les Rubans d'une Alsacienne

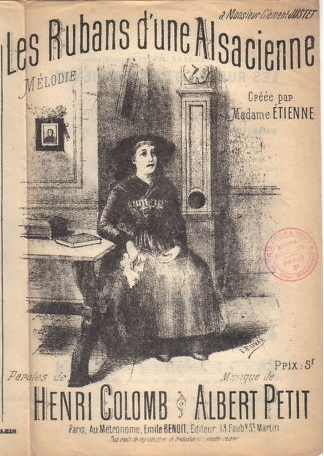
Première page de la partition.

Les Rubans d'une Alsacienne est une chanson revancharde.
Les paroles sont d'Henri Colomb et la musique d'Albert Petit. Elle a été créée par Madame Étienne.
Une jeune mariée y raconte ses malheurs et appelle à la vengeance :
J'ai tout perdu, fils, époux, pauvre veuve

Je n'ai plus rien à la place du cœur

A mes vieux jours, de malheur Dieu m'abreuve

Je dois ramper sous l'épée du vainqueur

Alsace, hélas ! Quand viendra ta vengeance ?

A mon pays, Seigneur, rendez l'espoir

La mort des miens, les malheurs de la France

Ont sur mon front, cloué le ruban noir.